# Kirkøy
Kirkøy est une île de la commune de Hvaler ,  dans le comté d'Østfold en Norvège.

## Description
L'île de 29,6 km2 se trouve dans l'Oslofjord extérieur et est la plus grande des îles de l'archipel de Hvaler, proche de la frontière avec la Suède. Son nom signifie "île de l'église" et l'église d'Hvaler, une église de l'époque médiévale s'y trouve.
Comme les autres îles de Hvaler, sa topographie est marquée par des affleurements de granite, plusieurs criques et une forêt mixte dominée par le pin sylvestre et le bouleau verruqueux. 

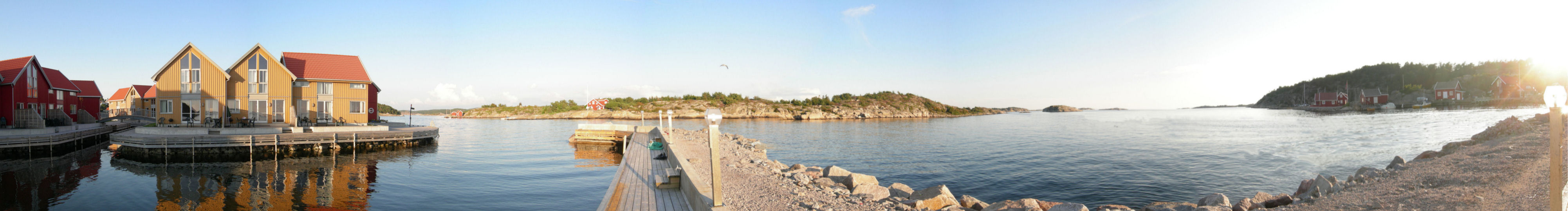
Panorama

À l'extrémité sud de l'île se trouve le village de Skjærhalden, qui est aussi le centre administratif de la commune. Il y a plusieurs maisons de vacances sur l'île, qui est une destination populaire pour les touristes en été. L'île est reliée au continent par un tunnel de 1,8 kilomètre de long jusqu'à Asmaløy, puis des ponts à Fredrikstad, et à Søndre Sandøy, Nordre Sandøy, Herføl et Lauer avec des bateaux réguliers.